# Шнайдер, Карл Рудольф
Карл Рудольф Шнайдер (нем. Karl Rudolf Schneider; 15 мая 1892, Майнц — 11 декабря 1945, Чикаго) — немецкий архитектор и независимый дизайнер. Работал Гамбурге, в 1938 году эмигрировал в США.

## Биография
Карл Рудольф Шнайдер был сыном плотника Йозефа Шнайдера и Элизабеты, урождённой Ротермель, которая также происходила из семьи плотников. С 1898 по 1906 год Карл посещал начальную и среднюю школу в Майнце. С 1906 по 1909 год он проходил обучение у майнцского архитектора и строительного подрядчика Якоба Зеккера. Затем он посещал специализированный класс для архитекторов-чертёжников в Майнцской школе искусств и ремёсел.
На рубеже 1911—1912 годов он несколько месяцев работал в бюро «Lossow und Kühne» в Дрездене, одной из крупнейших архитектурных фирм того времени. Оттуда он отправился в Берлин, в мастерскую Вальтера Гропиуса и Адольфа Мейера. В 1910 году бюро Гропиуса было поручено разработать архитектурный проект здания обувной фабрики «Fagus» в Альфельде-на-Лайне, которое впоследствии стало символом современного промышленного строительства. Шнайдер принял участие в этом проекте в качестве младшего помощника.
После закрытия бюро из-за войны в 1914 году Карл Шнайдер в 1915—1916 годах работал в знаменитой архитектурной мастерской Петера Беренса в Берлине. С 1916 по 1919 год он служил в армии и впоследствии попал в плен.
После войны Карл Шнайдер сначала устроился на работу к берлинскому архитектору Генриху Штраумеру, одному из самых востребованных архитекторов в городе. В сентябре 1920 года он женился на Эмме Леон. В этом браке впоследствии родилось двое детей: Рудольф и Кристель. В том же 1920 году Карл Шнайдер обосновался в Гамбурге. Начав самостоятельную работу в мае 1921 года, Шнайдер вначале реализовывал лишь небольшие строительные проекты, но затем, благодаря разнообразным контактам в художественных кругах познакомился с женой скульптора и предпринимателя Элизой «Ите» Михельсен. Для неё в 1923—1924 годах он построил загородный дом «Михельсен», расположенный высоко над берегами Эльбы, который считается одним из первых жилых зданий в Германии «новой концепции» (neuen Architekturauffassung). Дом Михельсен был опубликован в 1925 году в первом томе книг Баухауса «Международная архитектура» (Internationale Architektur).
После стабилизации экономической и политической ситуации центральной темой в творчестве Шнайдера стало строительство многоэтажных домов. Основой его успеха стали успешные участия в конкурсах 1926 года на проектирование района Большого Гамбурга. Впоследствии Шнайдер (в сотрудничестве с другими архитекторами) проектировал жилой квартал Раум в Яррештадте, жилые кварталы Бурмейстер в Винтерхуде с их изогнутыми фасадами, многоквартирные дома в Айдельштедте и на Баренфельдер Марктплац, крупные жилые здания в Бармбеке (Хабихтштрассе, Поссморвег), в Харбурге, а также в Эрфурте. Он также посвятил себя другим строительным проектам, таким как кинотеатр «Эмелька-Паласт» в Аймсбюттеле, который был интегрирован в жилое и коммерческое здание, гимназия в Фармзене, несколько автозаправочных станций, станции метро (например, Халлерштрассе), здание фабрики Рентгенмюллера и многое другое. Шнайдер разработал множество инноваций в области городского планирования и типологии, а также в области строительной инженерии и дизайна интерьера. В 1926 году он был принят в архитектурное объединение «Der Ring», в которое, помимо Гропиуса и Беренса, входили также братья Таут, Эрих Мендельсон, Ганс Шарун, Эрнст Май и Людвиг Мис ван дер Роэ.
Проекты Карла Шнайдера документировал гамбургский фотограф Эрнст Шеель, чьи работы были опубликованы во многих изданиях о современной архитектуре. В 1929 году в серии «Neue Werkkunst» вышла монография под редакцией Генриха де Фриза. В 1931 году вышел номер журнала «Der Baumeister», посвящённый творчеству Шнайдера. Шнайдер был членом Гамбургского сецессиона и Ассоциации художников Альтоны. Он добился международной известности благодаря зданию Гамбургского художественного объединения на Нойе Рабенштрассе (разрушено во время Второй мировой войны). Образцом для подражания послужила также выставка «Современная архитектура» 1932 года. На выставке зданий и проектов Шнайдера в Художественном союзе в 1931 году Фриц Шумахер в своей вступительной речи отметил индивидуальные качества и стиль архитектора, тем самым подчеркнув выдающееся положение Шнайдера и его вклад в архитектуру Гамбурга 1920-х годов.
Однако экономический кризис, начавшийся в 1929 году, привёл к значительному ухудшению ситуации с заказами. Материальное положение Шнайдера спасла профессорская должность в Гамбургской государственной школе искусств в Лерхенфельде. Он взял на себя руководство классом архитектуры, но весной 1933 года начались сложности, а 1 сентября 1933 года архитектор, которого называли «культурным большевиком», был уволен. В 1935 году его брак с Эммой Шнайдер закончился разводом, а построенный им дом на Грюневальдштрассе был продан по экономическим причинам.

## Работа в США
В январе 1938 года Карл Рудольф Шнайдер эмигрировал в США, в Чикаго, вслед за своей партнёршей, еврейским фотографом Урсулой Вольф, эмигрировавшей в 1937 году. Без американской лицензии Шнайдер не мог работать архитектором. Благодаря посредничеству одного из своих бывших сотрудников и рекомендации Вальтера Гропиуса он в конце концов нашёл работу в почтовой и розничной торговой сети «Sears, Roebuck & Co». Его работа в качестве промышленного дизайнера в период с 1938 по 1942 год привела к созданию проектов разнообразных предметов повседневного обихода, таких как мебель, посуда, кухонная утварь, инструменты, игрушки.
В 1942 году Карл Шнайдер женился на Урсуле Вольф. В 1943 году он смог занять новую должность в отделе планирования «Sears, Roebuck and Co» и отвечал за проектирование универмагов. В январе 1945 года Шнайдер был принят на работу в архитектурную студию в Иллинойсе и весной того же года приступил к работе в чикагской архитектурной фирме «Loebl & Schlossman». В августе его приняли в престижный Американский институт архитекторов. Вскоре после этого Карл Шнайдер тяжело заболел и умер в Чикаго в декабре 1945 года.

## Постройки К. Р. Шнайдера в Гамбурге

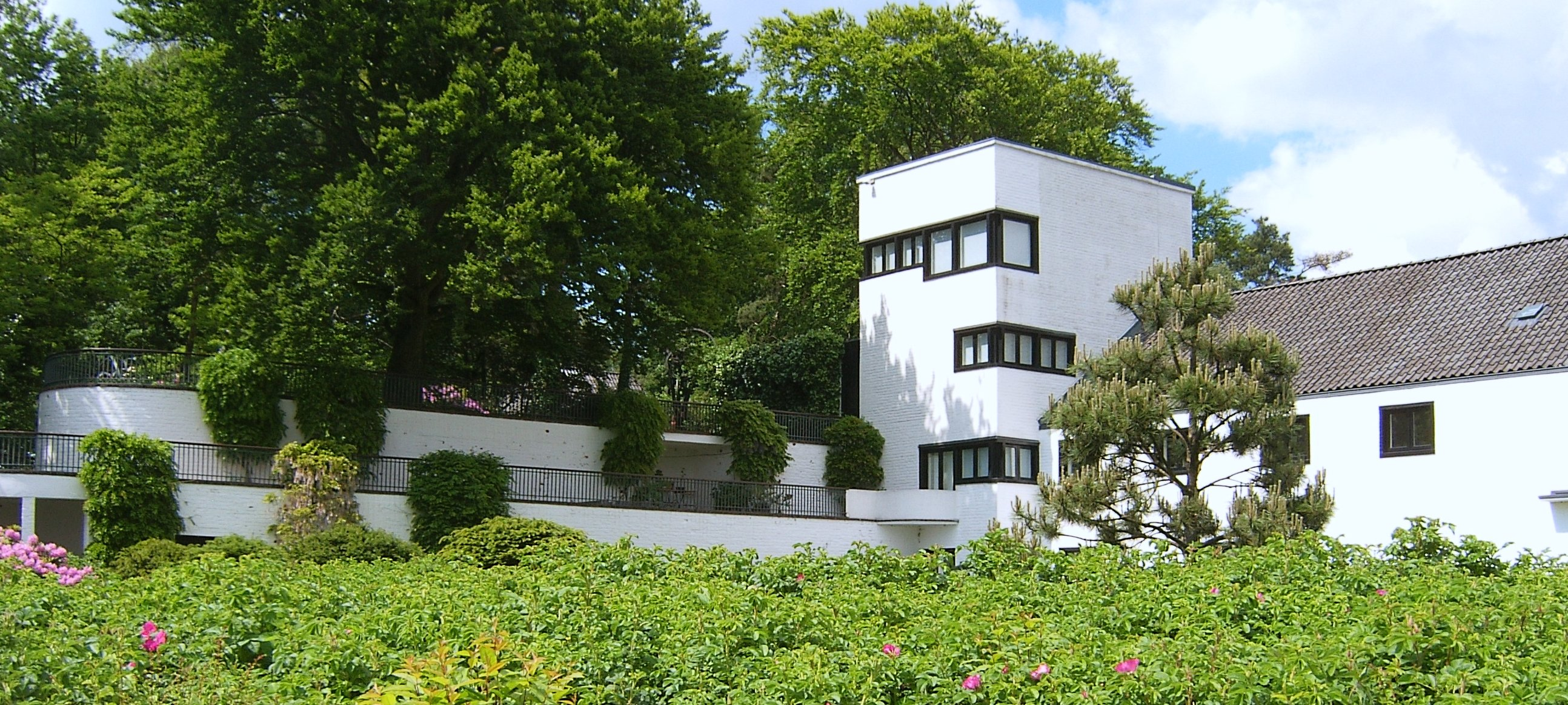
Загородный дом Михельсен в Гамбурге-Бланкенезе. 1923–1924
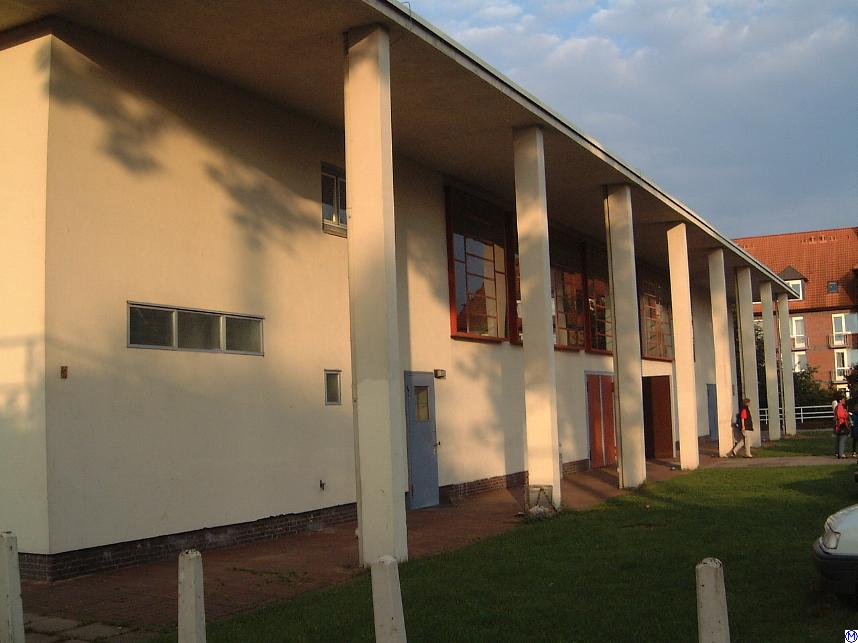
Карл-Шнайдер Галле в Гамбург-Фармзен
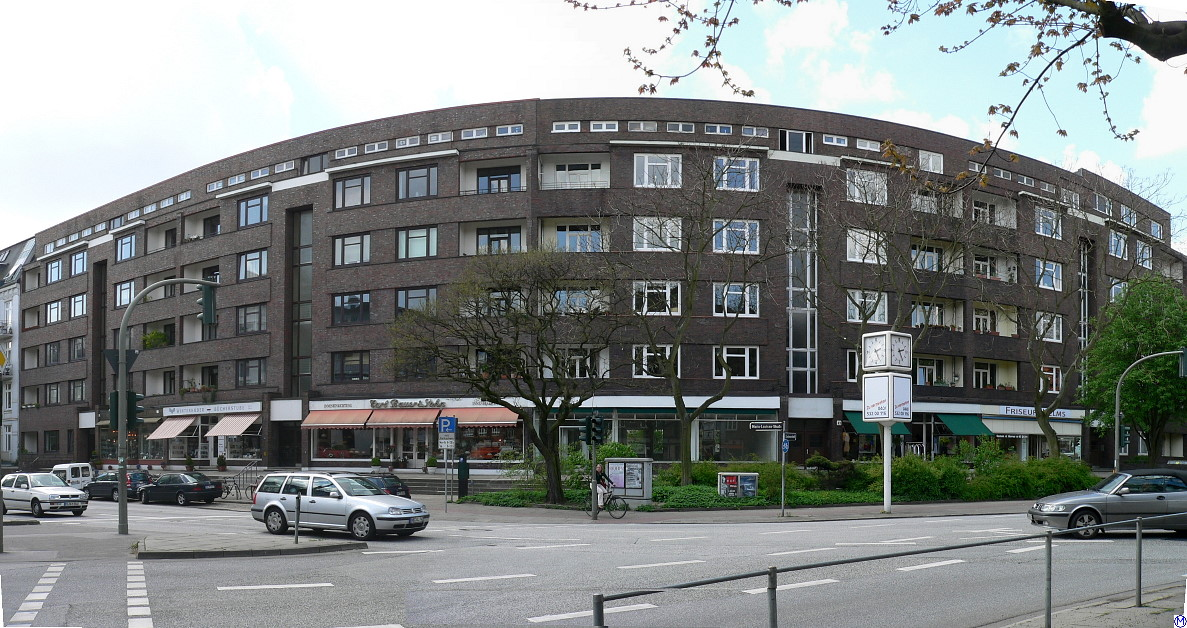
Жилой дом с магазинами, так называемый Burmeisterhäuser
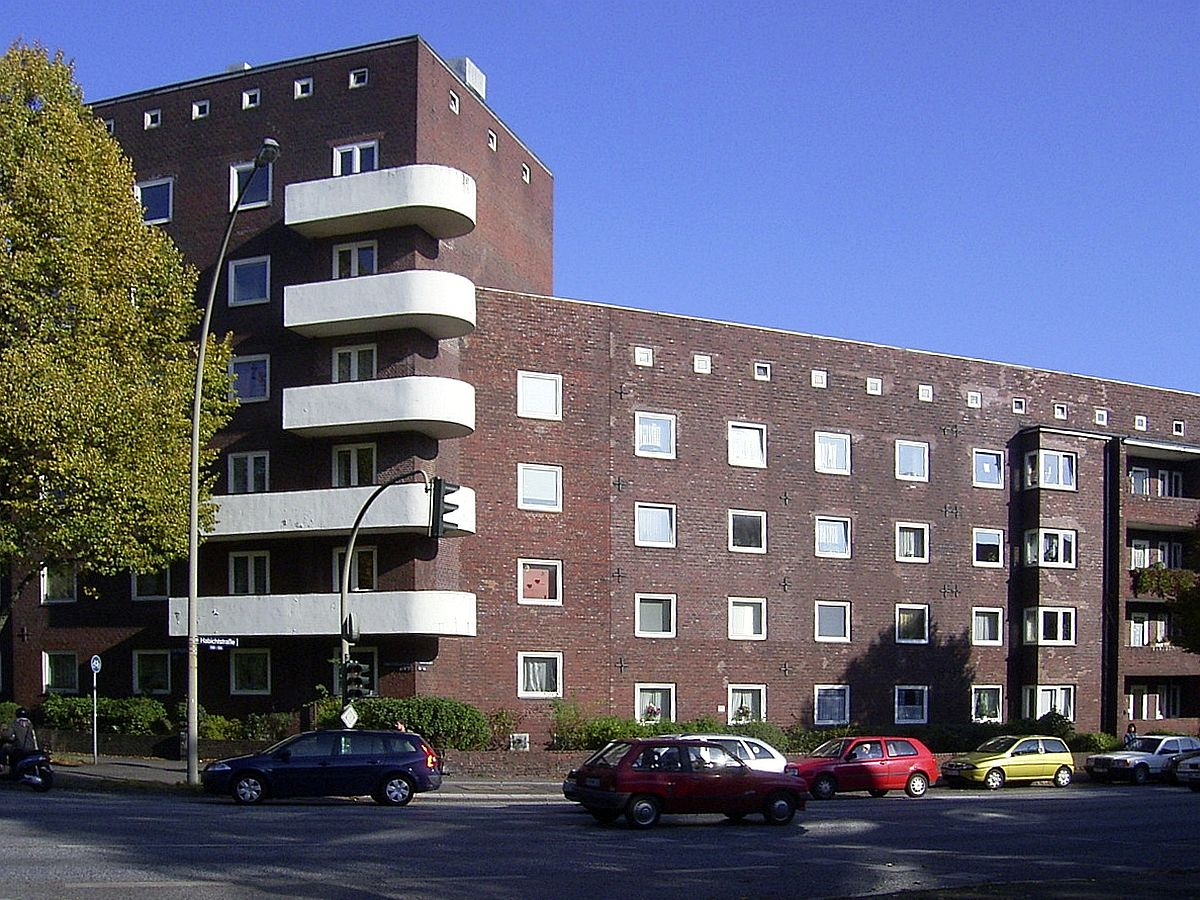
Жилой дом на Хабихтштрассе в Гамбург-Бармбек-Норд
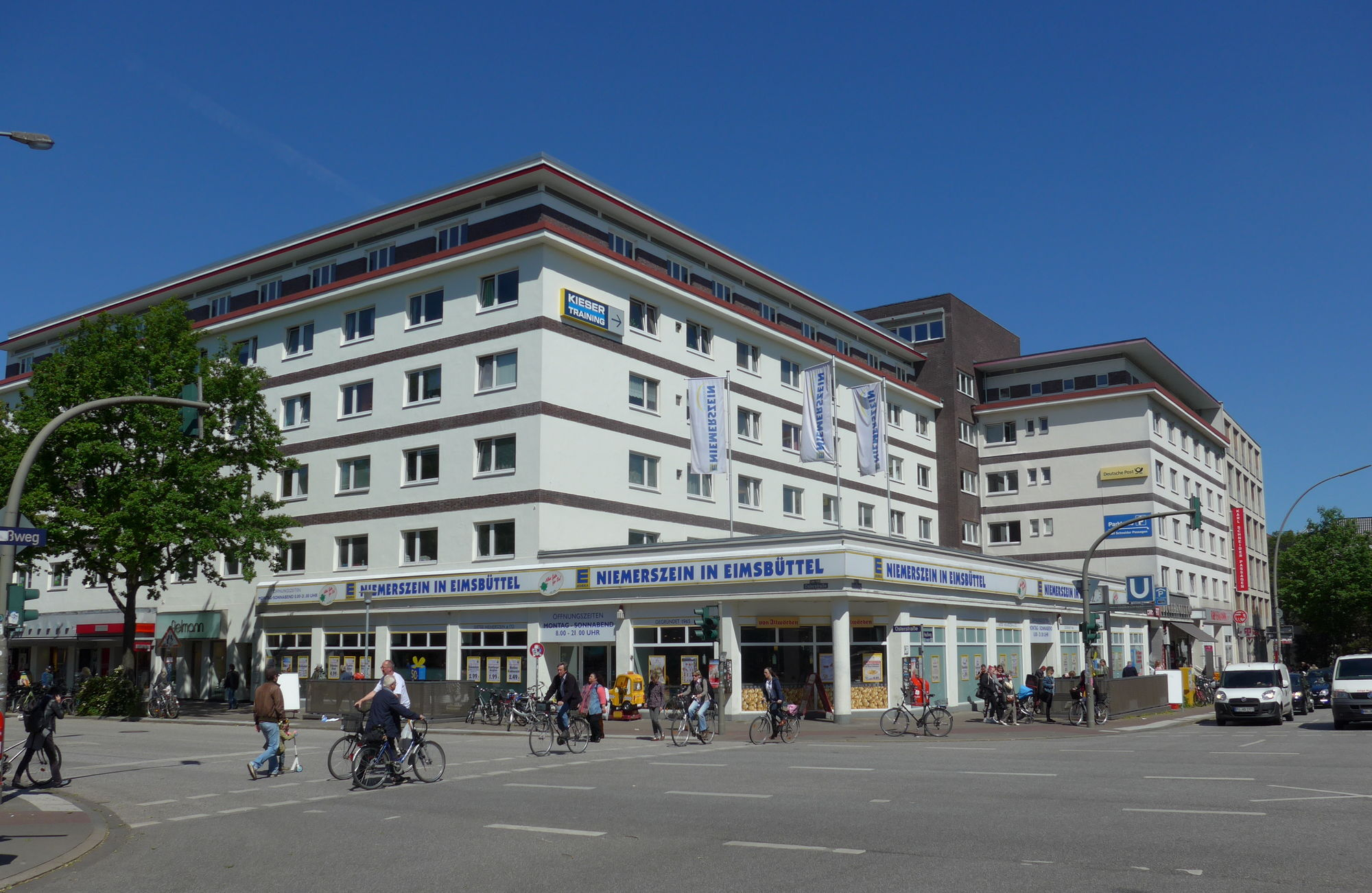
Бывший кинотеатр Emelka-Palast
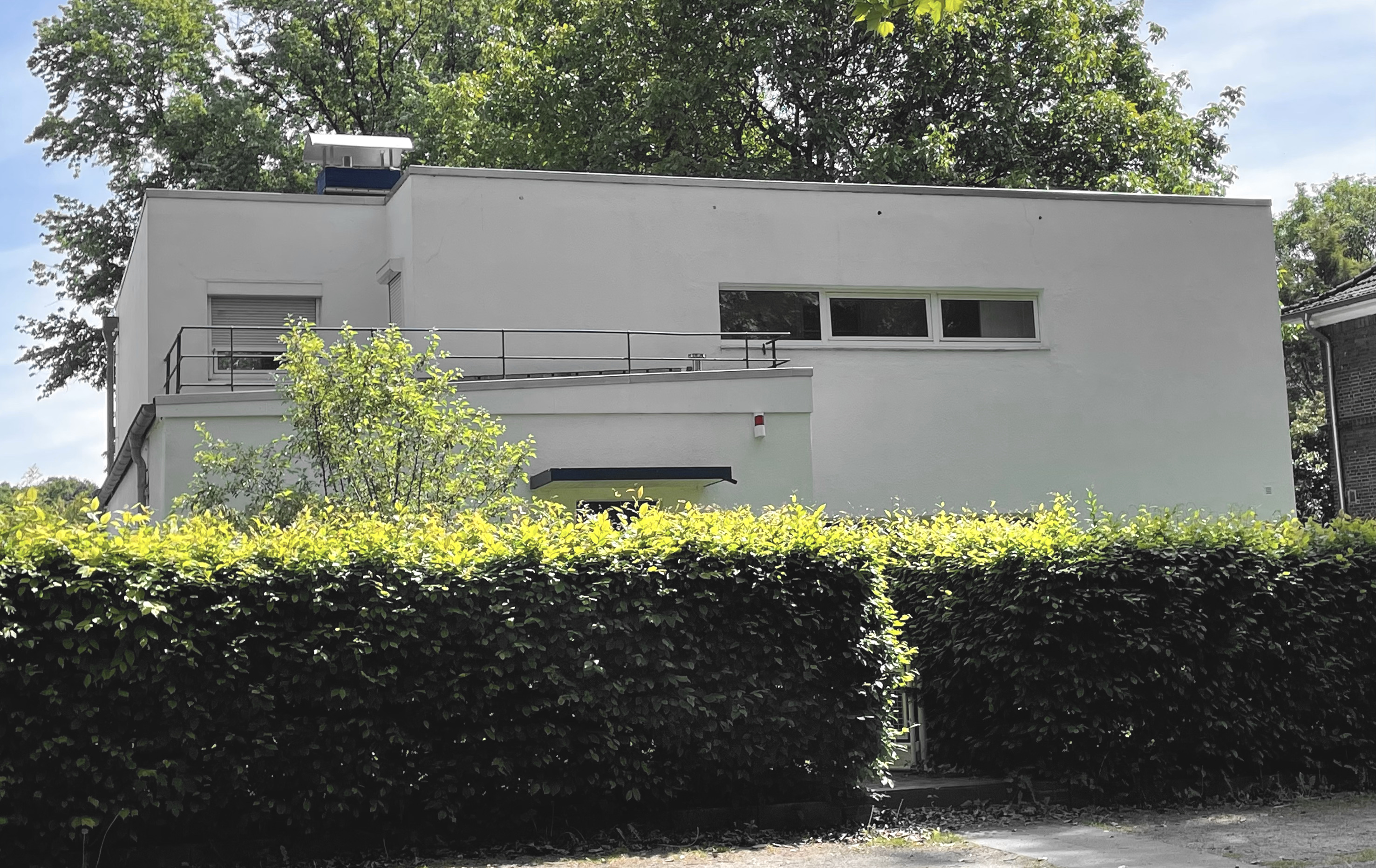
Жилой дом на Baurstraße 74
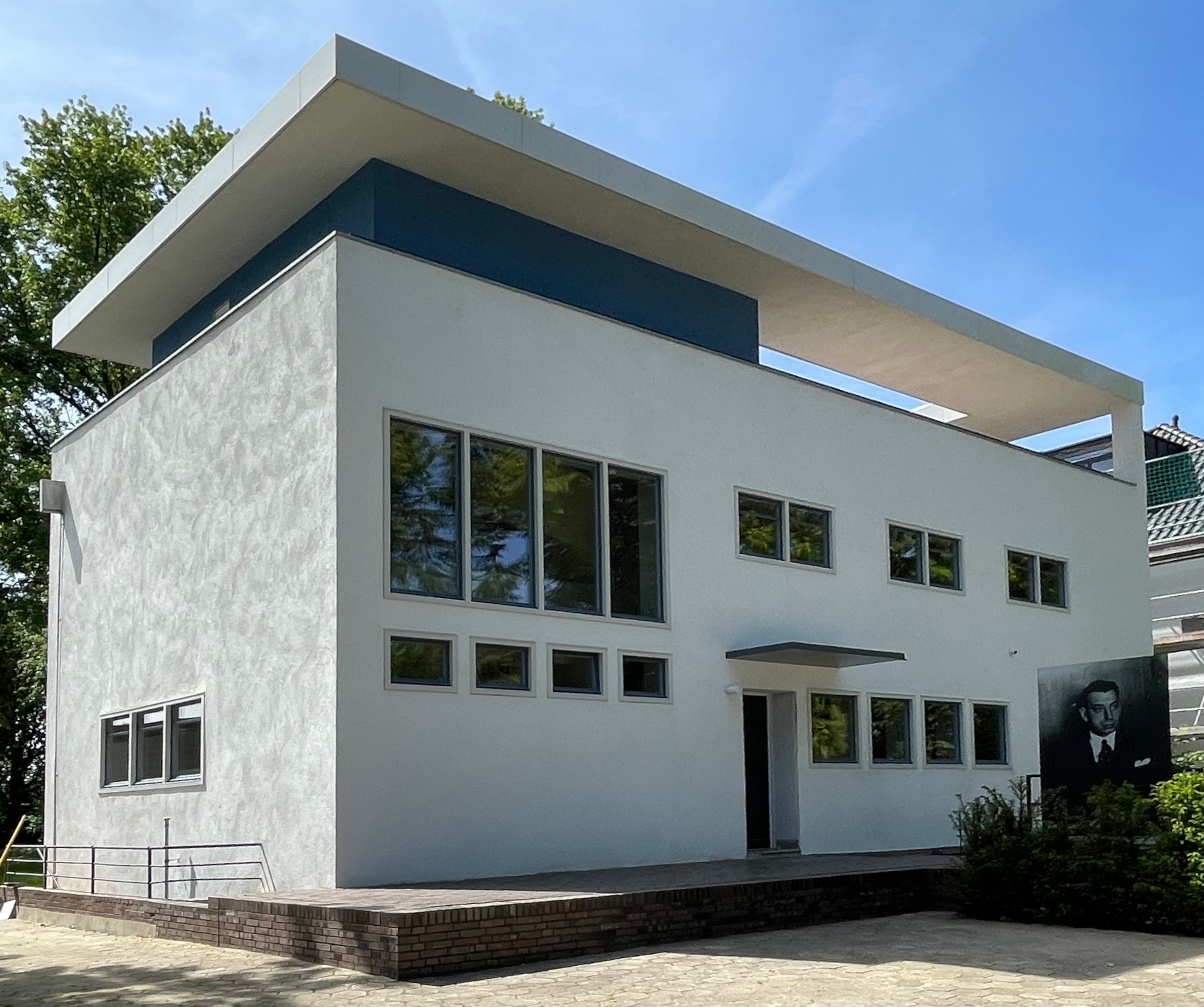
Жилой дом на Grünewaldstraße 11